# Herrerasauridae
Gli herrerasauridi (Herrerasauridae) sono tra i dinosauri più antichi e più primitivi rinvenuti finora. Apparvero circa 228 milioni di anni fa, all'incirca a metà del periodo Triassico, e si estinsero con tutta probabilità alla fine dello stesso periodo, anche se recentemente è stato descritto un Herrerasauridae (ancora senza nome, ed in attesa di ridescrizione) del Giurassico superiore cileno.

## Carnivori primitivi

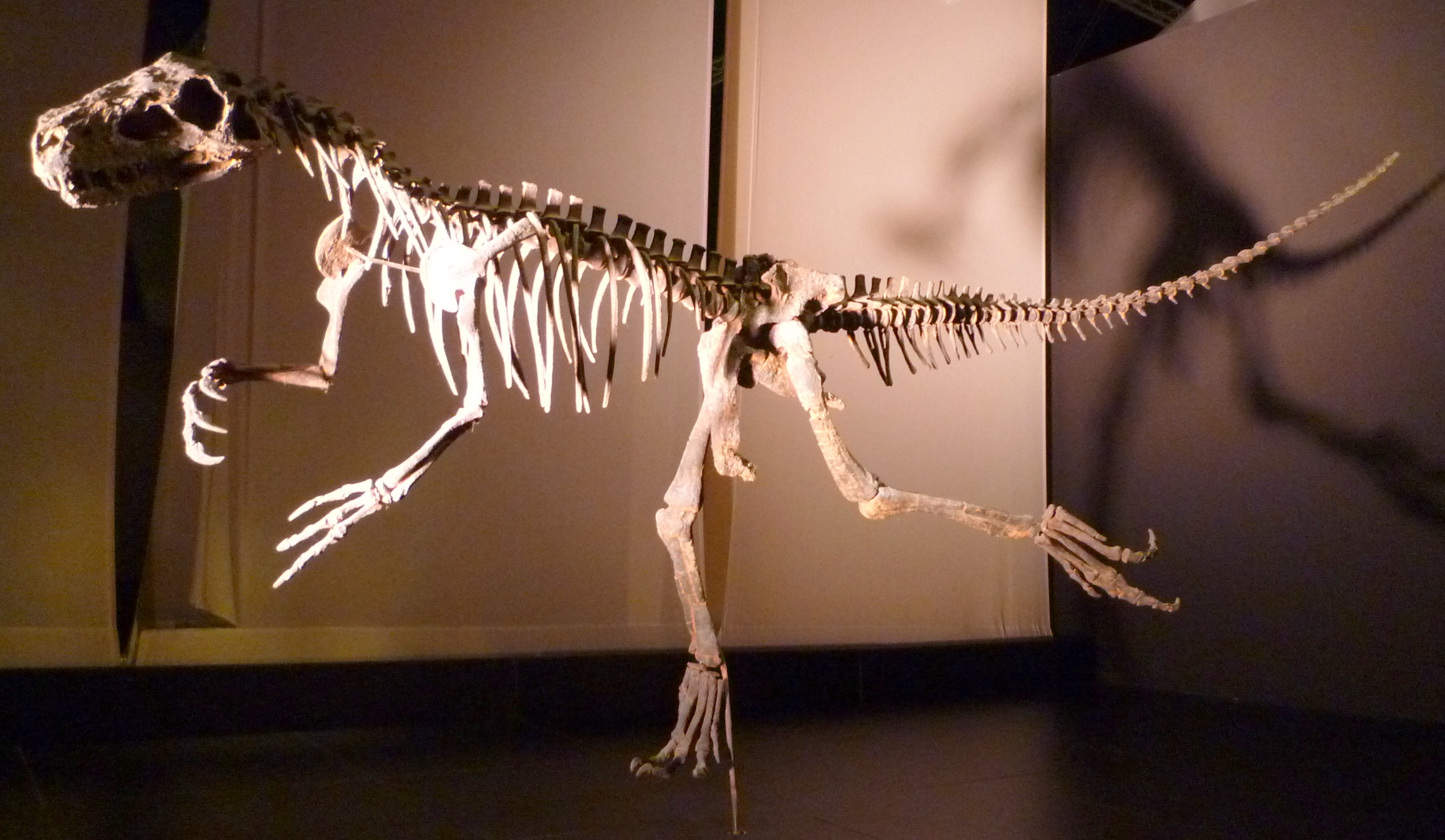
Scheletro di Herrerasaurus ischigualastensis

Questi animali erano carnivori bipedi di piccole o medie dimensioni, dall'aspetto simile a quello di altri dinosauri carnivori. Molte loro caratteristiche, però, erano così primitive da farli classificare al di fuori del gruppo dei teropodi, gruppo che include tutti gli altri dinosauri carnivori compresi gli uccelli. I fossili meglio conservati provengono dal Sudamerica, dove i primi esemplari vennero trovati negli anni '60 del secolo scorso. Fino al 1988, però, questi dinosauri rimasero poco più che primitivi dinosauri misteriosi; con la scoperta di uno scheletro quasi completo di Herrerasaurus proveniente dalla formazione di Ischigualasto si riuscì a comprendere meglio l'anatomia e la struttura di questi dinosauri.

## Un miscuglio di caratteristiche
Gli herrerasauridi sembrerebbero essere un gruppo ancestrale a tutti gli altri dinosauri saurischi, o forse addirittura a tutti i dinosauri. Alcune loro caratteristiche, però fanno capire come i membri di questa famiglia non siano i diretti antenati degli altri gruppi di dinosauri. L'acetabolo, ovvero la zona che accoglie la testa del femore nel bacino, al contrario di tutti gli altri dinosauri, è aperto solo in parte, e le vertebre sacrali sono solo due (il numero più basso tra tutti i dinosauri). Il pube, al contrario, mostra caratteri derivati: è ruotato posteriormente ed è simile a quello dei tetanuri evoluti. Le zampe anteriori sono molto primitive, per il fatto di avere ancora cinque dita, anche se solo tre di esse erano lunghe e utilizzabili per afferrare.

## Classificazione e tassonomia

### Classificazione problematica
Questo gruppo di animali, negli ultimi anni, a causa delle sue caratteristiche primitive e al contempo evolute è "rimbalzato" da una classificazione all'altra, finendo per essere via via una famiglia di teropodi primitivi, un gruppo di saurischi al di fuori dei teropodi, un ordine di dinosauri antichissimi o un gruppo di animali simili ai dinosauri. Anche all'interno della stessa famiglia la confusione non è mancata: accanto a generi ben conosciuti come Herrerasaurus, ve ne sono altri come Staurikosaurus ed Eoraptor che, pur basati su resti più o meno completi, non sono ascrivibili con certezza al gruppo. Altri generi, poi, sono quasi sconosciuti: Alwalkeria e Sinosaurus, ad esempio, potrebbero non appartenere agli herrerasauridi, mentre Aliwalia è ora considerato un prosauropode. La recente scoperta di Tawa hallae (Nesbitt et al. 2009), un dinosauro con caratteristiche intermedie tra differenti gruppi di teropodi e gli herrerasauridi, riproporrà probabilmente tutto il problema della classificazione degli herrerasauridi e i loro rapporti di parentela con gli altri dinosauri. 
In ogni caso, esiste oggi un certo consenso nel classificare gli herrerasauridi come saurischi.
La seguente scheda mostra la più probabile posizione di Herrerasauridae all'interno di Dinosauria.
- Dinosauria
  - †Ornithischia
    - †Pisanosaurus
    - †Heterodontosauridae
    - †Genasauria
      - †Thyreophora
      - †Cerapoda

  - Saurischia
    - †Eoraptor
    - Eusaurischia
      - †Sauropodomorpha
      - Theropoda

    - †Herrerasauridae

### Tassonomia
Il seguente cladogramma mostra le relazioni filogenetiche tra i generi certi di Herrerasauridae.
|  | †Herrerasaurus                                                   |
|  |                                                                  |
|  | \| \| †Chindesaurus \| \| \| \| \| \| †Sanjuansaurus \| \| \| \| |
|  |                                                                  |
|  | †Chindesaurus                                                    |
|  |                                                                  |
|  | †Sanjuansaurus                                                   |
|  |                                                                  |

|  | †Chindesaurus  |
|  |                |
|  | †Sanjuansaurus |
|  |                |

|  | †Herrerasaurus                                                   |
|  |                                                                  |
|  | \| \| †Chindesaurus \| \| \| \| \| \| †Sanjuansaurus \| \| \| \| |
|  |                                                                  |
|  | †Chindesaurus                                                    |
|  |                                                                  |
|  | †Sanjuansaurus                                                   |
|  |                                                                  |

|  | †Chindesaurus  |
|  |                |
|  | †Sanjuansaurus |
|  |                |